# Chaplin paa Variete
Chaplin paa Variete er en amerikansk stumfilm fra 1915 af Charlie Chaplin.

## Medvirkende
- Charles Chaplin - Mr. Pest
- Edna Purviance
- Charlotte Mineau
- Dee Lampton
- Leo White